# Emanuel Raffeiner
Emanuel Raffeiner (* 9. April 1881 in Schwaz; † 15. März 1923 in Innsbruck) war ein österreichischer Maler.

## Leben
Der Sohn eines Altartischlers besuchte 1897/98 die Staatsgewerbeschule Innsbruck und lernte anschließend bei den Nazarener-Malern Albrecht Steiner von Felsburg in Innsbruck und Heinrich Kluibenschedl in Rietz. Mit Letzterem malte er 1901/02 die Fresken in der Pfarrkirche Silz. Von 1902 bis 1905 studierte er an der Akademie der bildenden Künste München bei Martin von Feuerstein. Diesem half er 1904/05 bei der Ausmalung der deutschen Nationalkapelle in der Basilika des Heiligen Antonius in Padua. 1909 ließ er sich in Imst nieder, ab 1914 lebte er in Innsbruck. Vermutlich in München lernte er den Schwazer Bildhauer Ludwig Penz kennen, mit dem er freundschaftlich verbunden war.
Raffeiner schuf Porträts und Gemälde sowie Altarbilder und Fresken für Tiroler Kirchen. Seine Malerei entwickelte sich dabei vom Eklektizismus Feuersteins zu einem eigenen, von den Präraffaeliten und vom Jugendstil beeinflussten Stil, der in Tirol einzigartig ist.

## Werke

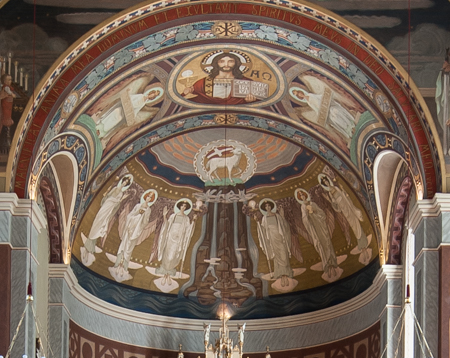
Ausgemalte Apsiskalotte der Pfarrkirche Roppen, 1909/10

- Gewölbefresken, Pfarrkirche Silz, 1901/1902 (mit Heinrich Kluibenschedl)
- Altarbilder und Deckenmalereien, Pfarrkirche Arzl im Pitztal, 1908[2]
- Entwurf des Mosaiks in der Ignatiuskapelle des Jesuitenkollegs, Innsbruck, 1912[3]
- Gewölbemalerei und Entwurf des Fassadenmosaiks, Pfarrkirche Roppen, 1909/1910[4]
- Außenseiten der Flügel des Hochaltars, Stadtpfarrkirche Schwaz, 1913[5]
- Deckenfresko, Kreuzkapelle Bergisel, 1916[6]
- Fresken an der nördlichen Langhauswand, Herz-Jesu-Basilika, Hall in Tirol, 1919[7]